# Alex Zgardziński
Alex Zgardziński (ur. 8 lutego 1997 w Zielonej Górze) – polski żużlowiec.

## Życiorys
Jest wychowankiem Falubazu Zielona Góra. Licencję żużlową uzyskał w maju 2012 roku. W rozgrywkach ligowych zadebiutował w 2013 roku. W debiutanckim sezonie początkowo występował w ROW-ie Rybnik w charakterze tzw. „gościa”, biorąc w barwach tego klubu udział w 3 meczach II ligi, w których wystartował w 10 biegach, zdobywając 15 punktów i 2 bonusy (średnia biegowa – 1,7). W dalszej części sezonu, zastępując Kamila Adamczewskiego, wystąpił w 5 meczach Falubazu w żużlowej Ekstralidze, zdobywając z zielonogórskim zespołem drużynowe mistrzostwo Polski. W spotkaniach tych wziął udział w 15 biegach, zdobywając 9 punktów i 2 bonusy (średnia biegowa – 0,733).
W 2014 ponownie wystąpił w 5 meczach Falubazu w Ekstralidze, biorąc udział w 15 biegach, w których uzyskał 13 punktów i 5 bonusów (średnia biegowa – 1,2). W tym samym roku, wraz z zespołem Falubazu (w składzie którego oprócz niego znaleźli się jeszcze Kamil Adamczewski, Adam Strzelec i Bartosz Kibała), zdobył brązowy medal młodzieżowych drużynowych mistrzostw Polski.
W 2015 roku wystąpił w roli „gościa” w 2 meczach I ligi w barwach Wandy Kraków, dla której w 5 biegach zdobył 1 punkt (średnia biegowa – 0,2). W zespole Falubazu z kolei wziął udział w 14 meczach Ekstraligi, zdobywając w 40 biegach 26 punktów i 4 bonusy (średnia biegowa – 0,75). W tym samym roku, wraz z zespołem Falubazu (w składzie którego oprócz Zgardzińskiego znaleźli się jeszcze Krystian Pieszczek i Mateusz Burzyński), zdobył brązowy medal młodzieżowych mistrzostw Polski par klubowych.
W lutym 2016 roku przedłużył kontrakt z Falubazem. W 2019 ogłosił zakończenie kariery.